# Anna Leonowens
Anna Harriette Leonowens, anche nota come Anna Harriette Edwards o Ann Hariett Emma Edwards (Ahmednagar, 6 novembre 1831 – Montréal, 19 gennaio 1915), è stata una scrittrice, educatrice e attivista britannica.

## Biografia

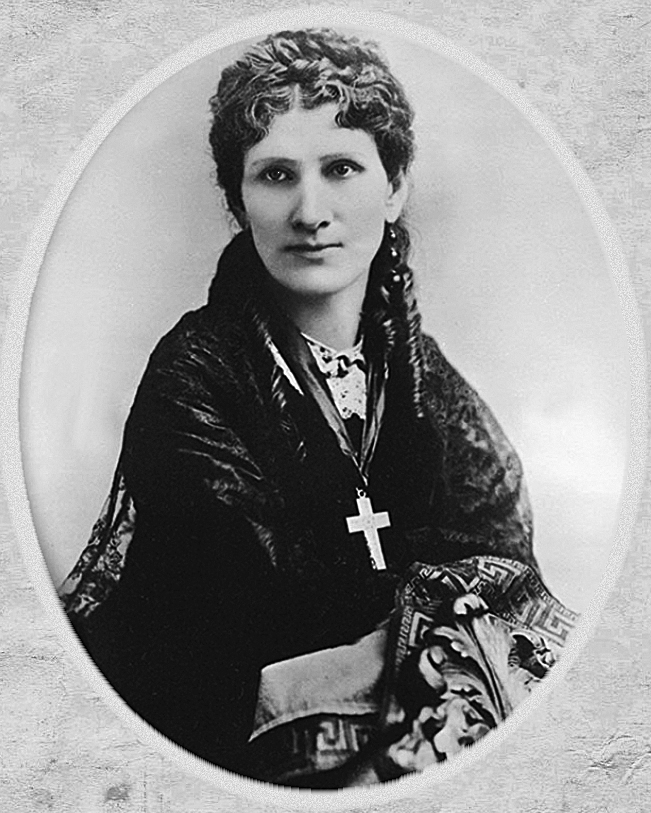
Anna Leonowens in gioventù

Britannica nata in India, lavorò in Siam dal 1862 al 1868, dove insegnò alle mogli e ai figli di Mongkut, re del Siam. Nel corso della sua vita visse anche in Australia, Singapore e Penang, negli Stati Uniti, in Canada e in Germania. In età avanzata, fu docente di indologia e suffragista.
Partecipò anche alla fondazione del Nova Scotia College of Art and Design.
Divenne famosa con la pubblicazione delle sue memorie, a cominciare da The English Governess at the Siamese Court (1870), che raccontava le sue esperienze in Siam (la moderna Thailandia), come insegnante ai figli del re siamese Mongkut.

## Opere (parziale)
- (EN) The English Governess at the Siamese Court, 1870.
- (EN) The Romance of the Harem, J.R. Osgood and Company, 1873.

## Nei media
Il racconto The English Governess at the Siamese Court è stato romanzato nel bestseller del 1944 di Margaret Landon Anna e il re e in vari film (il più noto Il re ed io del 1956, diretto da Walter Lang e interpretato da Deborah Kerr e Yul Brynner) e miniserie televisive basate sul libro, tra cui il celebre musical del 1951 The King and I, di Richard Rodgers e Oscar Hammerstein II.

### Letteratura
- Margaret Landon, Anna e il re [Anna and the King of Siam], 1944.

### Cinema
- Anna e il re del Siam (Anna and the King of Siam), regia di John Cromwell (1946)
- Il re ed io (The King and I), regia di Walter Lang (1956)
- Anna and the King, regia di Andy Tennant (1999)
- Il re ed io (The King and I), regia di Richard Rich (1999)

### Televisione
- Anna ed io (Anna and the King) - serie TV (1972)

### Teatro
- The King and I, di Richard Rodgers e Oscar Hammerstein II - musical (1951)